# Nugaryszki
Nugaryszki (lit. Nugariškės) – wieś na Litwie, w okręgu wileńskim, w rejonie wileńskim, w gminie Podbrzezie.

## Historia
Pod zaborami i w II Rzeczypospolitej zaścianek szlachecki. W XIX i w początkach XX w. położone były w Rosji, w guberni wileńskiej, w powiecie wileńskim. Po I wojnie światowej pod administracją polską, w Zarządzie Cywilnym Ziem Wschodnich. W latach 1920–1922 w składzie Litwy Środkowej.
Od 11 kwietnia 1922 leżały w Polsce, w województwie wileńskim, w powiecie wileńsko-trockim, w gminie Podbrzezie. W 1931 miejscowość liczyła 10 mieszkańców, zamieszkałych w 1 budynku.
Po II wojnie światowej w granicach Związku Sowieckiego. Od 1991 na niepodległej Litwie.